# Aituto (Aldeia)
Aituto ist eine osttimoresische Aldeia im Suco Mulo (Verwaltungsamt Hatu-Builico, Gemeinde Ainaro). 2015 lebten in der Aldeia 983 Menschen.

## Geographie und Einrichtungen
Die Aldeia Aituto liegt im Osten von Mulo. Westlich befindet sich die Aldeia Tatiri und südwestlich die Aldeia Hautio. Im Norden und Osten grenzt die Aldeia Aituto an den zum Verwaltungsamt Maubisse gehörenden Suco Aituto. Die Grenze zum Nachbarsuco bildet der Fluss Belulik, der im Grenzgebiet sein Quellgebiet hat.
Durch den Westen von Aituto führt die Überlandstraße von Ainaro nach Dili. An ihr liegt an der Südgrenze der Aldeia der Ort Hautio, der von der gleichnamigen Aldeia herüberreicht. Auf Seiten von Aituto befindet sich das kommunale, medizinische Zentrum von Hautio (CHC Hautio). Im Norden liegt der Ort Aituto. Dazwischen befinden sich eine Grundschule und der Friedhof von Aituto. Zahlreiche einzelne Häuser liegen verstreut jenseits der Straße.